# キル・コマンド
『キル・コマンド』（原題：Kill Command、通称：Identify ）は、スティーヴン・ゴメスが脚本・監督を務め、トゥーレ・リントハートとヴァネッサ・カービーが主演した2016年のイギリスのSFアクションホラー映画。物語は、戦争用AIに対する訓練ミッションが失敗に終わった後、生き延びようとするアメリカ海兵隊の部隊に焦点を当てている。
日本においては、2016年7月に東京都新宿区にあるシネマカリテで行われた「カリテ・ファンタスティック！シネマコレクション2016」というイベントで上映された。

## あらすじ
テクノロジーが発達した近未来、ハービンジャー社に勤めるサイボーグのキャサリン・ミルズは、非公開の軍事訓練島”ハービンジャーⅠ訓練施設”に設置された戦争用AIシステムに関する再プログラム異常を発見する。彼女はダミアン・ビュークス大尉と彼のチーム（ドリフター、ロビンソン、カットビル、グッドウィン、ハケット、ロフタス）と合流し、ハービンジャーⅠでの2日間の訓練任務を課される。
彼らが施設に到着すると、外部との通信が遮断され、島内でのアクセスしかできなくなっていた。また、自律的に動く監視ドローンが彼らを監視しているのを発見する。チームは、AIの脅威を排除するというミッションを開始する。AIドローンを自分たちに有利な位置から排除していたため、最初の戦闘は簡単に終わったのだった。その戦闘中、ミルズは高度なS.A.R.（Study Analyze Reprogram）ユニット「S.A.R.-003」を発見するが、それにアクセスすることはできなかった。
その夜、ドリフターとミルズは互いの過去やビュークスのミルズに対する見下した態度について話し合う。その後、ロフタスがS.A.R.ユニットによって殺されてしまう。翌日、最初に遭遇した場所でロフタスの遺体を発見する。ドローンはチームが元々陣取っていた有利なポイントを奪取し、ハケットを殺害する。A.I.が自分たちの戦術に適応し、学習していることを発見する。ビュークスが2体のドローンを挟み撃ちにしたことで、ドローンはすぐに撤退した。その後、S.A.R.ユニットはカットビルを捕らえ、カットビルは別のドローンに撃たれて殺されてしまう。ドローンは再び一行を襲い、ビュークスとミルズはドリフター、ロビンソン、グッドウィンとはぐれてしまう。その夜、S.A.R.ユニットはビュークスと意識を失ったミルズを発見し、ミルズと"接続"して立ち去る。
翌日、チームは訓練場を脱出しようとするが、煙と銃撃に襲われる。ドリフターはS.A.R.ユニットに撃たれ、その場から動けなくなってしまう。ビュークスはS.A.R.ユニットより先に、苦しまないよう一撃でドリフターを射殺する。バリア施設に逃げ込んだチームは、A.I.が従業員を皆殺しにしたことを知る。ミルズは別のS.A.R.ユニットを起動させ、S.A.R.-003が兵士のモチベーション向上のためにA.I.に致死的な力を行使するよう再プログラムし、単独でハービンジャーⅠに向かうように指示したことを知る。S.A.R.-003と他のユニットが、バリアドアを突破し、生き残ったチームは裏から脱出する。ミルズは、S.A.R.ユニットを停止させることが出来るEMP装置を発見するが、その使用は、彼女自身も機能停止に陥らせ、心をも抹消する可能性があるのだった。
ビュークス、ミルズ、ロビンソン、グッドウィンの4人は、包囲網に備えて爆発物を設置した。翌日、A.I.ドローンが施設を襲撃する。チームはドローンの半数以上を撃破するが、その後の銃撃戦でロビンソンが死亡する。S.A.R.-003がチームに接近すると、ミルズがEMPを爆発させ、自分自身とドローンを無力化する。S.A.R.ユニットが再起動し、ビュークスとミルズに襲い掛かる。ミルズは、建物内のロビンソンの狙撃ライフルを操作してS.A.R.ユニットを破壊するが、S.A.R.はミルズにプログラムをアップロードした後、シャットダウンし、ミルズは意識を失ってしまう。数時間後、生存者を救出するためにティルトローターが到着する。ビュークスとグッドウィンが機体に近づくと、ミルズはS.A.R.-003のミッション・プロトコルを使って再び意識を取り戻す。

## キャスト
- ダミアン・ビュークス大尉 - トゥーレ・リントハート
- キャサリン・ミルズ - ヴァネッサ・カービー
- ドリフター - デヴィッド・アヤラ（英語版）
- ロリー・ロビンソン軍曹 - ベントレー・カルー
- ロバート・カットビル伍長 - トム・マッケイ
- マーティン・グッドウィン兵長 - マイク・ノーブル
- ダニエラ・ハケット伍長 - ケリー・ガフ（英語版）
- サム・ロフタス伍長 - オシ・オケラフォー

## 公開
この映画は2016年5月13日に英国で公開され、2016年11月25日に米国で限定上映された。

## 撮影
森のシーンはサリー・ヒルズのコールドハーバー村の近くで撮影され、プロダクションデザイナーのジェイミー・ラプスリーがロイヤル・アルバート・ドックの建物内に建てたセットで撮影され、フィナーレはミドルセックスのヘイズにあるEMIのOld Vinyl Factoryで撮影された。

## 評価
『キル・コマンド』は、おおむね好評を博し、12件のレビューに基にしたRotten Tomatoesの評価は75％に達した。ガーディアン誌のPeter Bradsha氏は、本作を「優れたSFアクション・スリラー」と評した。また、First ShowingのAlex Billington氏は、この映画を「印象的」と評した。

## 参照
- ドローンが登場する映画の一覧